# Manassès V de Rethel
Manassès V, mort en 1272, fut Chevalier de Mèzières, comte de Rethel de 1262 à 1272. Il était fils de Hugues II, comte de Rethel et de Félicité de Broyes, dame de Beaufort et de Ramerupt. 

## Biographie

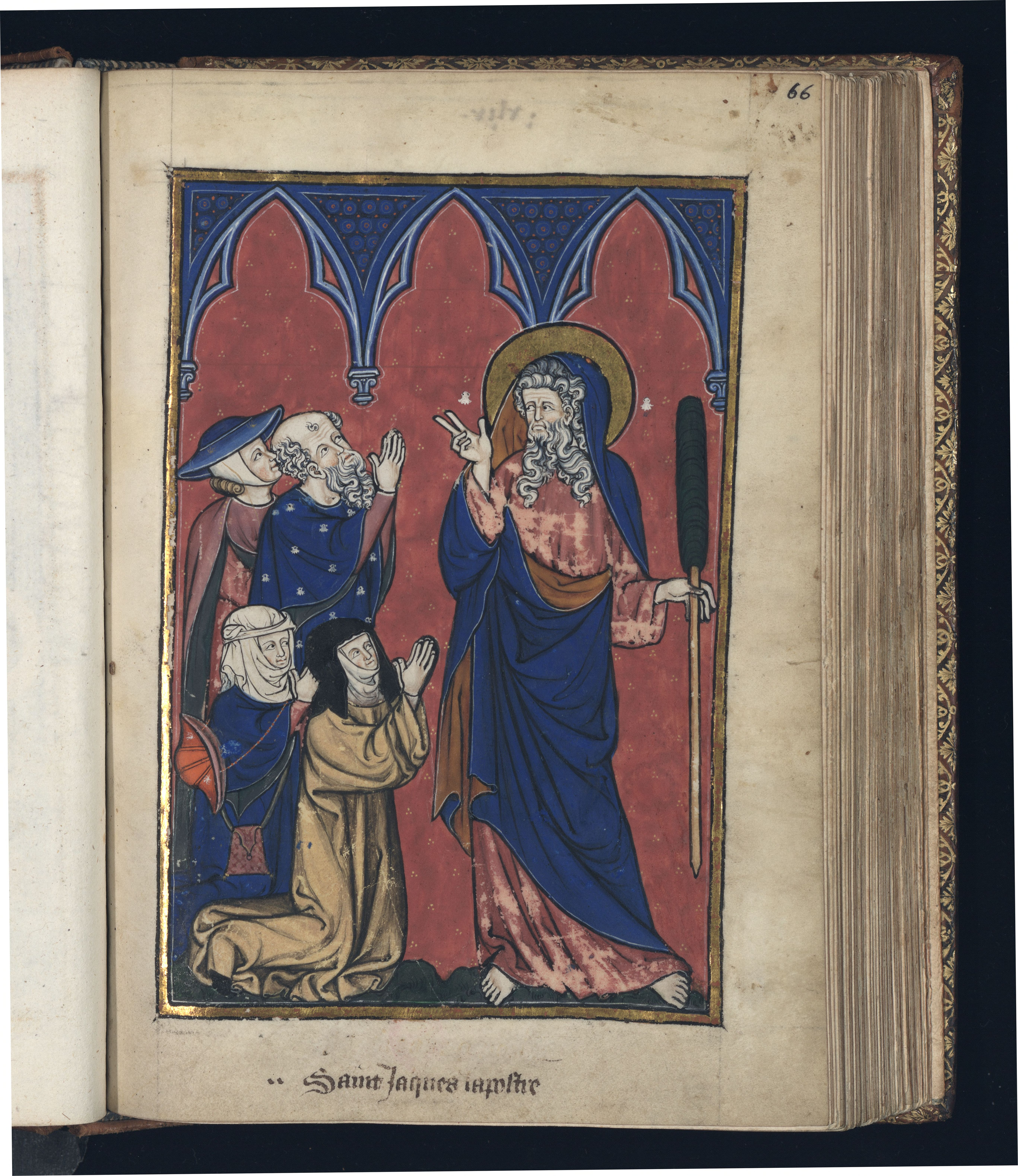
Marie de Rethel, fille de Manassès, représentée en prière devant saint Jacques dans le Livre d'images de madame Marie, vers 1285, f.66r.

Cinquième enfant de sa fratrie, rien ne le destinait à devenir comte, avant la mort de trois de ses frères et l'entrée en religion d'un quatrième. En 1270, il vendit la châtellenie de Beaufort à la comtesse Blanche d'Artois, femme d'Henri, roi de Navarre et comte de Champagne, moyennant la somme de sept mille livres tournois.
Il épousa avant 1242 Élisabeth d'Écry et eut :
- Félicité, dame de Beaufort, mariée à Jean de Thourotte ;
- Hugues IV (av.1244 † 1285) ;
- Guyot (v.1245 † 1275) ;
- Marie, dame de Machaut, de Tricot et de Bethincourt, mariée en 1266 à Gautier Ier le Grand († 1271), seigneur d'Enghien.

## Un comte inconnu
Le 27 mai 1269, à l'occasion du mariage de Jean, duc de Brabant, avec Marguerite de France, fille de Saint Louis, un tournoi fut disputé à Cambrai. Les chroniqueurs mentionne la présence du comte Ebles de Rethel, accompagnant Godefroy de Brabant, comte d'Aerschot. Ce comte est par ailleurs inconnu et, chronologiquement, le tournoi de Cambrai se situe pendant le règne de Manassès V. S'agit-il du comte ou de l'un de ses fils, bien que le prénom ne concorde pas ?